# Propstei Wagenhausen

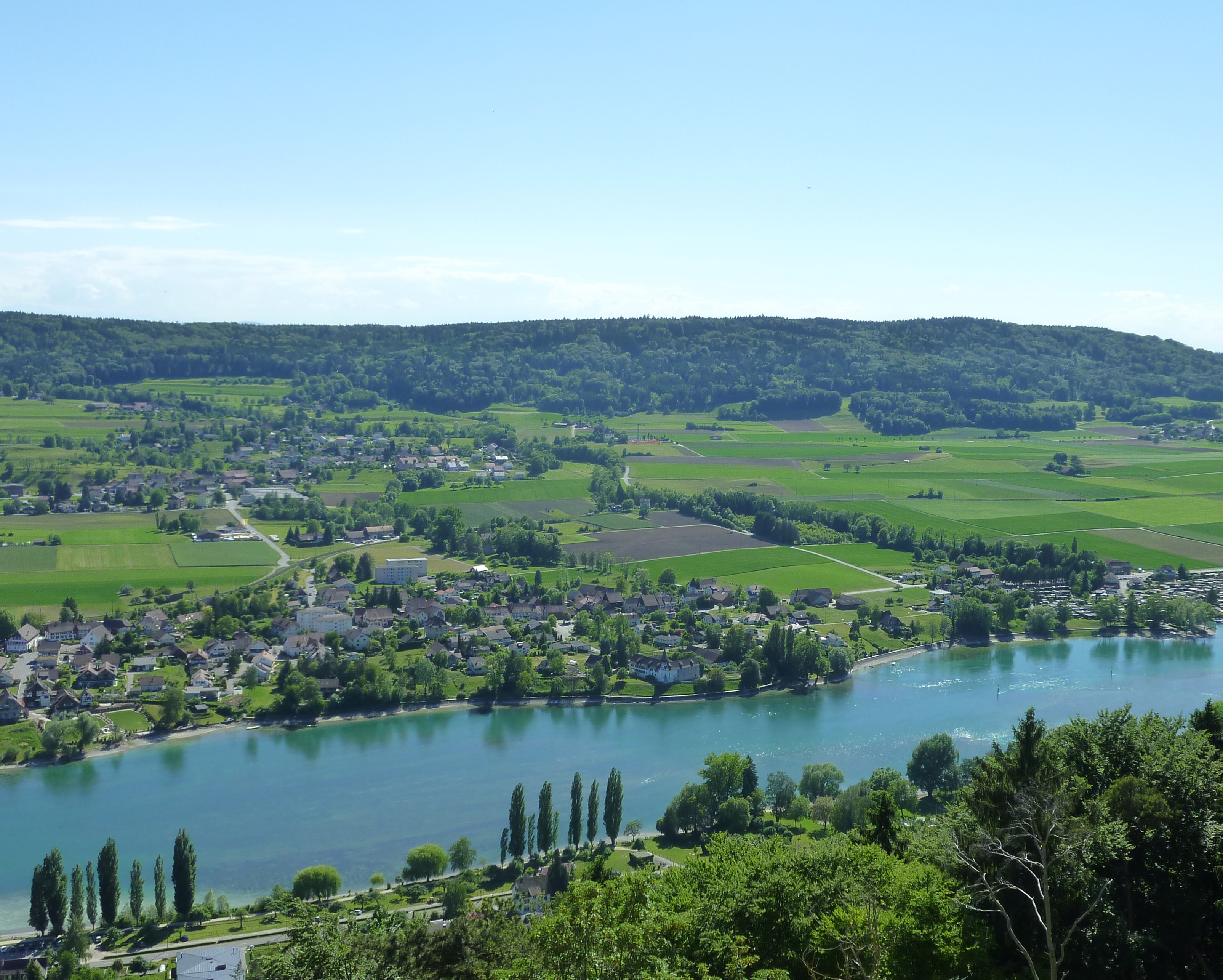
Wagenhausen (Propstei in der Bildmitte am linken Rheinufer)

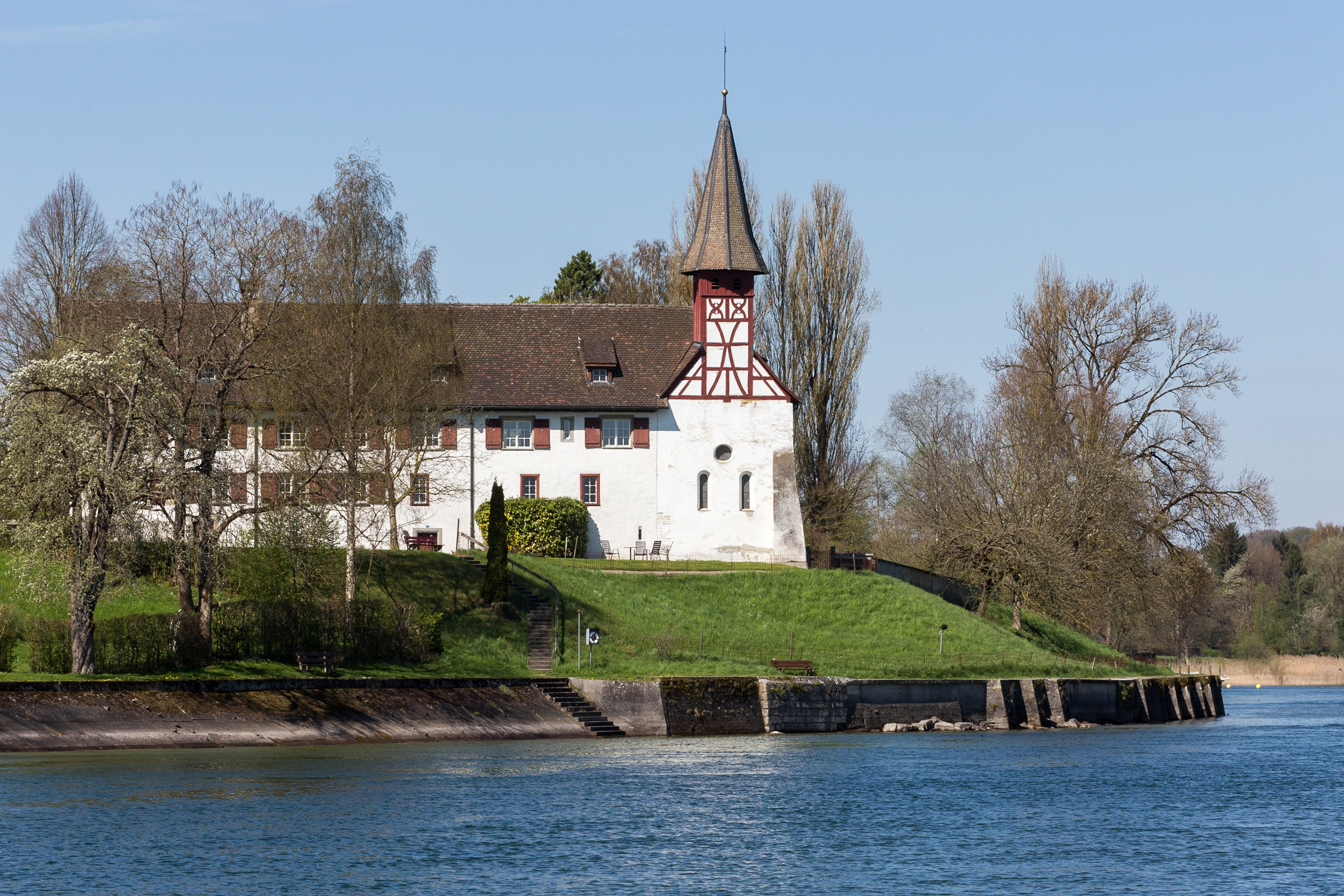
Propstei Wagenhausen (Aussenansicht von Osten)

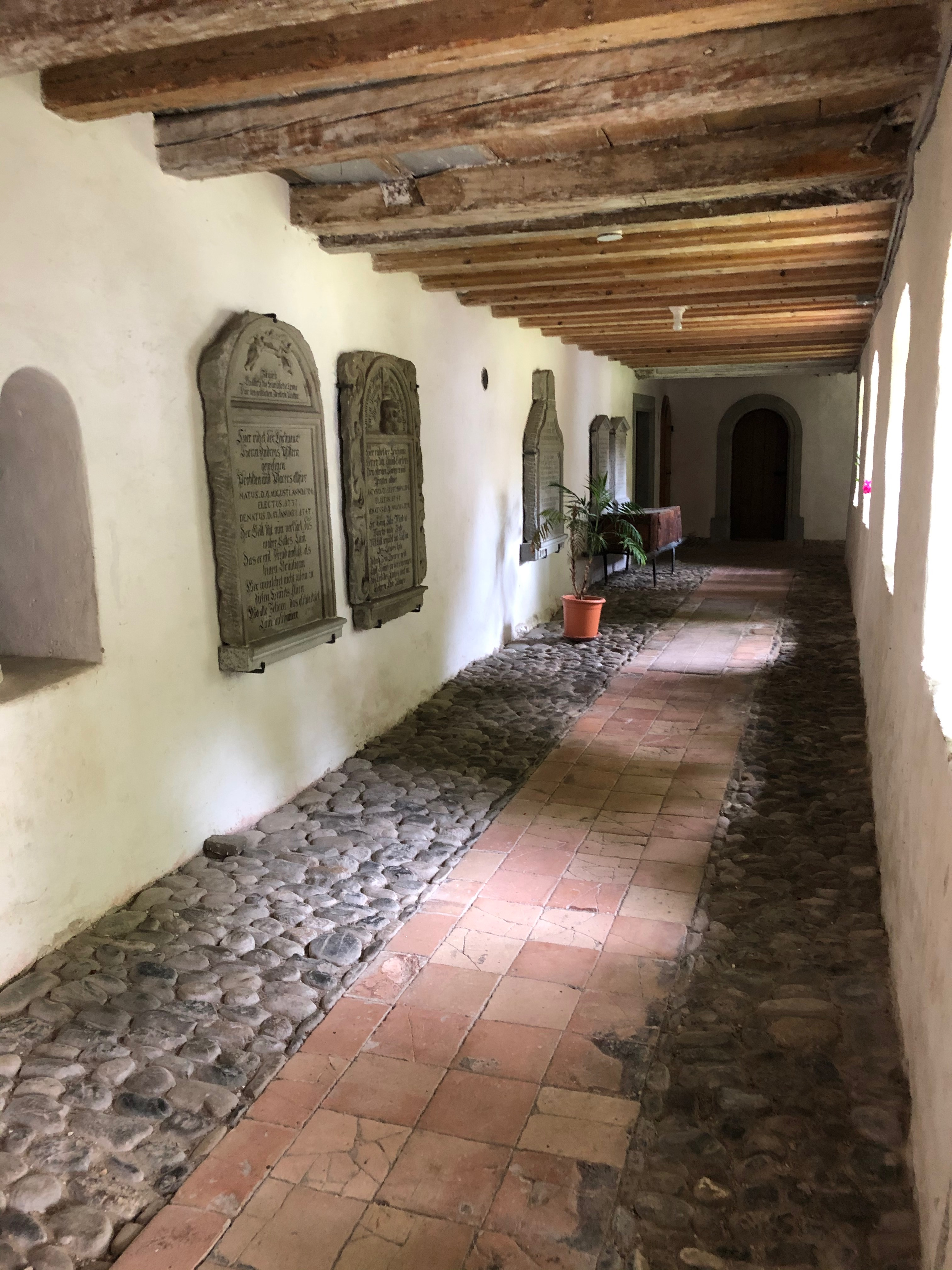
Kreuzgang mit Grabtafeln

Die Propstei Wagenhausen liegt direkt am Rhein, in der Gemeinde Wagenhausen TG, die Nachbargemeinde rheinabwärts zu Stein am Rhein. Das Anwesen ist ein ehemaliges Kloster, das heute als evangelische Kirche genutzt wird.

## Geschichte
Im Jahr 1083 vermachte der Adelige Touto von Wagenhausen seinen Besitz dem Kloster Allerheiligen, mit der Auflage, dass dort Mönche leben sollen. Das Kloster Allerheiligen errichtet daraufhin die Propstei. Touto und der Abt von Allerheiligen zerstritten sich aber und der Besitz ging an den Bischof von Konstanz, der 1105 den Abt von Petershausen als Verwalter einsetzte. Im Jahr 1119 verstarb Touto.
Nachdem sich ein Propst von Wagenhausen nach dem Ittingersturm an der Reformation beteiligt hatte, erfolgte 1525 die Aufhebung der Propstei durch die Stadt Schaffhausen. 1544 wurde die Propstei neu als reformierte Kirche geführt. Bis 1861 war sie im Besitz des Kantons Schaffhausen, der sie dann dem Kanton Thurgau übergab, wo sie 1862 an die Reformierte Kirchgemeinde überging.

### Heutige Nutzung
Die Kirche wird für Gottesdienste sowie Konzerte genutzt. In einem Flügel des Gebäudes sind Wohnungen eingebaut, der historische Propsteisaal dient der Gemeinde als Versammlungsort.

## Architektur
Der Abt des Benediktinerklosters Allerheiligen liess in Wagenhausen eine romanische Pfeilerbasilika errichten, eine dreischiffige, romanische Basilika im lombardischen Stil. Das nördliche Seitenschiff wurde durch den Einfluss des nahen Rheins baufällig, es wurde daher um 1600 abgetragen und durch geschlossene Wände ersetzt.
1937 wurde die Kirche aussen und 1950/1951 innen restauriert. 1970/1971 richtete man im Ost- und Südflügel drei Wohnungen ein. Das ganze Ensemble steht seit 1951 unter eidgenössischem Denkmalschutz.

## Ausstattung
Von der Malerei des 13. Jahrhunderts ist diejenige am Triumphbogen erhalten. Die Fresken der heiligen Agatha (Nordwand), des heiligen Sebastian (Chor) und des heiligen Antonius und Benedikt (Seitenapsis) entstanden nach 1500, der Taufstein 1512. Die Kanzel datiert aus dem 17. Jahrhundert.
Im Kreuzgang befinden sich Grabtafeln von Pröpsten aus dem 18. und 19. Jahrhundert, sowie ein Pestsarg mit aufklappbarem Boden. (1611 wurde die Hälfte der Thurgauer Bevölkerung durch die Pest dahingerafft, in Wagenhausen betraf dies 71 Personen.)
Die Orgel mit sieben Registern auf einem Manual und Pedal schuf Metzler Orgelbau 1981, seit 1989 steht sie in der Propsteikirche.
Im Glockenturm hängen drei Glocken: die «Marienglocke» von 1291 (eine der ältesten noch funktionierenden Glocken der Schweiz), die grosse «Beatrixglocke» von 1514 und eine kleine Glocke von 1953.